# Mérida UD
A Mérida UD, teljes nevén Mérida Unión Deportiva egy spanyol labdarúgócsapat. A klubot 1990-ben alapították, jelenleg a negyedosztályban szerepel.

## Története
A klubot 1990-ben alapították, és eredetileg az előző városi csapat, a CP Mérida tartalékcsapata volt. 2000-ig Mérida Promesas néven szerepelt, csak ekkor vette fel a Mérida UD nevet.
2000-ben egyébként a CP Mérida súlyos anyagi problémák következtében megszűnt, így az UD előtt elvileg megnyílt az út a magasabb osztályok felé, nem vonatkoztak rá többé a tartalékcsapatokra vonatkozó szabályok.
Legnagyobb sikere a 2001-től 2009-ig tartó, egy szezon híján megszakítás nélküli harmadosztályú tagság volt.

## Jelenlegi keret
2011. január 22. szerint.
| # |     | Poszt | Név           |
| - | --- | ----- | ------------- |
|   | ESP | K     | Ortíz         |
|   | ESP | K     | José Sánchez  |
|   | ESP | V     | José Ángel    |
|   | ESP | V     | Popo          |
|   | ESP | V     | Nandi         |
|   | ESP | V     | Charly        |
|   | ESP | V     | Francis       |
|   | ESP | V     | Sergio Benito |
|   | ESP | V     | Ito           |
|   | ESP | V     | Abela         |
|   | ESP | KP    | Mendo         |

| # |     | Poszt | Név                            |
| - | --- | ----- | ------------------------------ |
|   | ESP | KP    | Luisma Cantero                 |
|   | ESP | KP    | Emilio Tienza (Csapatkapitány) |
|   | ESP | KP    | Borja                          |
|   | ESP | KP    | Lauri                          |
|   | ESP | KP    | Jorge                          |
|   | ESP | KP    | Aguinaco                       |
|   | ESP | CS    | Angelito                       |
|   | ESP | CS    | Juanan                         |
|   | ESP | CS    | Albertino                      |
|   | ESP | CS    | Carrasco                       |
|   | ESP | CS    | Ordoñez                        |

## Statisztika
| Szezon  | Osztály    | Poz. | Copa del Rey |
| ------- | ---------- | ---- | ------------ |
| 1990/91 | Regionális | 1.   |              |
| 1991/92 | 3ª         | 6.   |              |
| 1992/93 | 3ª         | 10.  |              |
| 1993/94 | 3ª         | 3.   |              |
| 1994/95 | 3ª         | 9.   |              |
| 1995/96 | 3ª         | 4.   |              |
| 1996/97 | 3ª         | 5.   |              |
| 1997/98 | 3ª         | 2.   |              |
| 1998/99 | 3ª         | 4.   |              |
| 1999/00 | 3ª         | 1.   |              |
| 2000/01 | 3ª         | 2.   |              |

| Szezon  | Osztály | Poz. | Copa del Rey |
| ------- | ------- | ---- | ------------ |
| 2001/02 | 2ªB     | 4.   |              |
| 2002/03 | 2ªB     | 13.  | 1. kör       |
| 2003/04 | 2ªB     | 18.  |              |
| 2004/05 | 3ª      | 1.   |              |
| 2005/06 | 2ªB     | 9.   | 2. kör       |
| 2006/07 | 2ªB     | 15.  |              |
| 2007/08 | 2ªB     | 4.   |              |
| 2008/09 | 2ªB     | 7.   | 2. kör       |
| 2009/10 | 3ª      | 5.   | 3. kör       |
| 2010/11 | 3ª      | —    |              |

## Külső hivatkozások
- Hivatalos weboldal (spanyolul)
- Futbolme (spanyolul)